# 伊賀上野地震
伊賀上野地震（いがうえのじしん）は、嘉永7年6月15日（1854年7月9日）午前2時頃に現在の三重県伊賀市北部で発生した地震である。地震のタイプとしては活断層で発生した内陸直下型地震とみられる。「安政」への改元前に発生した地震であるが、歴史年表では嘉永7年1月1日に遡って安政元年としており、安政伊賀地震とも呼ばれる。
また、本地震に始まり飛越地震に至る安政年間に連発した一連の顕著な被害地震は安政の大地震と総称される。

## 概要

### 前震
嘉永7年6月13日（1854年7月7日）正午に前震が発生した。前震による建物の倒壊は無かった。その後も揺れ、夜通し寝なかったり外に筵をしいて寝るなどした住民がいた。

### 本震
本震は同年6月15日（新暦7月9日）暁丑刻（午前2時頃）に発生し、6-8時頃に最大余震が発生した。震央は北緯34度45分 東経136度00分 / 北緯34.75度 東経136.0度座標: 北緯34度45分 東経136度00分 / 北緯34.75度 東経136.0度、マグニチュードは71⁄4、最大震度はメルカリ震度階級で四日市、伊賀上野はVIまたはVIIと推定されている。越後、常陸から長門に至る広い範囲で地震が記録されている。津、亀山、桑名でもメルカリ震度階級で震度Vと推定されている。同日5時頃失火の炎が見え始めた。

## 被害
上野城の東・西大手門の石垣が崩れ、番人4名が死亡し、地滑りなどの被害も大きかった。死者は995名。うち伊賀上野付近の死者は625名、負傷者994名、家屋倒壊2270戸、蔵倒壊306件だった。その後の余震も同年7月10日（新暦8月3日）2時頃までは規模が大きいものが多かった。
のちに「伊賀上野城下の被害絵図」もつくられた。地震により倒壊した家屋が色で塗られた絵図もある。
薬師寺東塔が損傷した。
四日市市北町の建福寺に「安政元年震災惨死者之碑」がある。裏面に火災のため300有余人が死亡したと記されている。

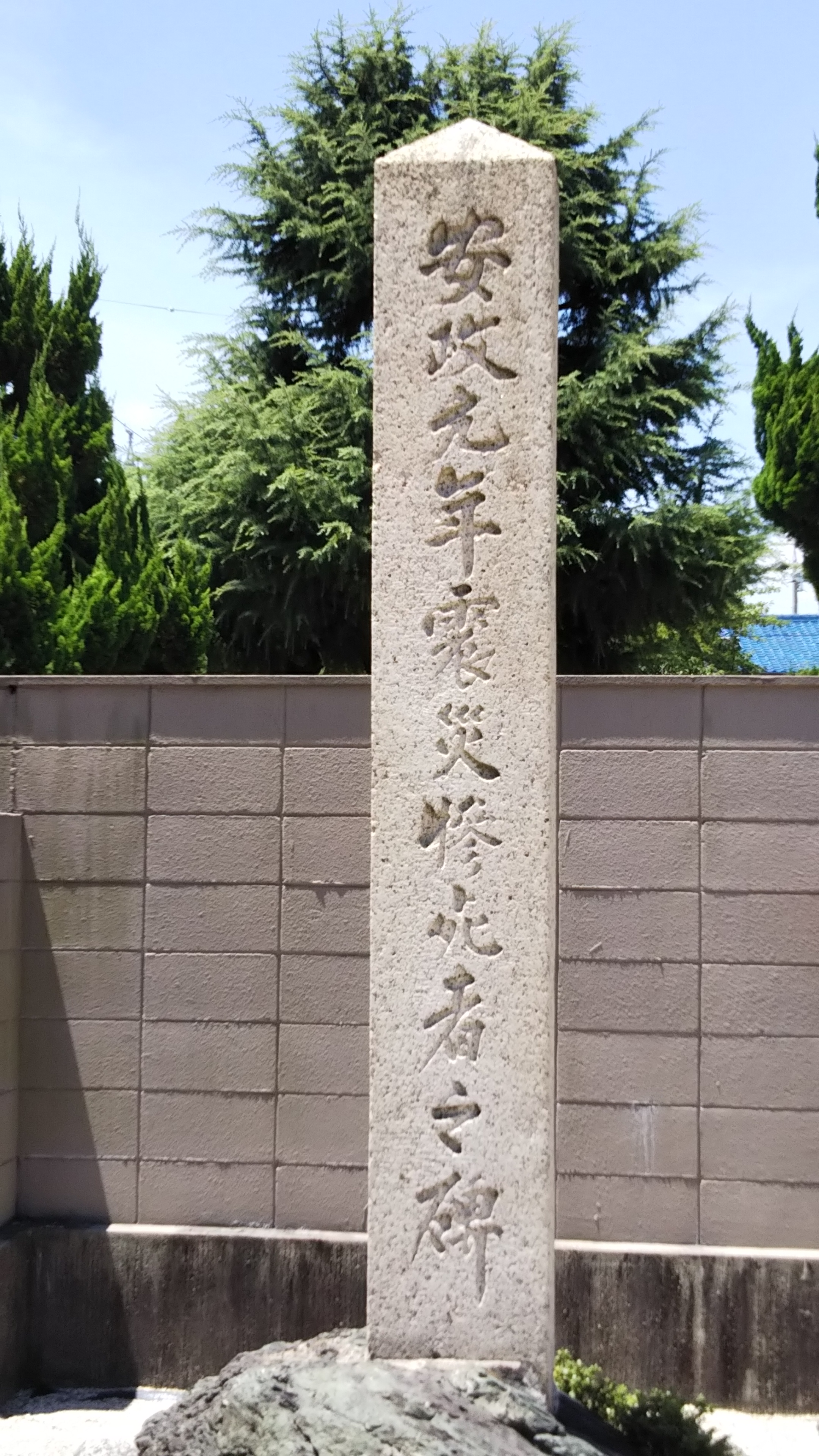
安政元年震災惨死者の碑

奈良にも大きな被害をもたらしている。被害が大きかった古市表では、大池の土手が決壊し140戸から150戸あった家屋の内45戸を残して流失、110名の死者を出した。南都（奈良市街）では2400戸から2500戸が崩れ、約200人の死者を出した。郡山（大和郡山）では300戸が倒壊し、死者は80人～90人に上った。

## 地震断層
上野の北側で西南西-東北東の方向に断層を生じ、断層の南側で長さ約1km、幅約200mの範囲で最大1.5m沈下した。